# London Underground 2009 Stock
London Underground 2009 Stock (także 2009 Tube Stock lub 2009 Stock) – elektryczny zespół trakcyjny produkowany w latach 2009–2011 dla metra londyńskiego przez przedsiębiorstwo Bombardier Transportation.
Zbudowanych zostało 47 zestawów 8-członowych (łącznie 376 wagonów). W skład każdego zestawu wchodzi sześć wagonów silnikowych. Są to pierwsze pociągi londyńskiego metra z elektrycznie sterowanymi drzwiami (w starszych modelach sterowanie odbywa się pneumatycznie).
Pociągi wykorzystywane są do obsługi linii Victoria, gdzie zastąpiły używane wcześniej składy klasy 1967 Stock.